# Harper's Island, Irland
Harper's Island är en ö i republiken Irland. Den ligger i grevskapet County Cork och provinsen Munster, i den södra delen av landet. Över ön går en större väg.